# Amerila uniformis
Amerila uniformis är en fjärilsart som beskrevs av Emilio Berio 1935. Amerila uniformis ingår i släktet Amerila och familjen björnspinnare. Inga underarter finns listade i Catalogue of Life.